# 1996 en astronautique
Chronologie de l'astronautique
- 1992
- 1993
- 1994
- 1995
- 1996
- 1997
- 1998
- 1999
- 2000

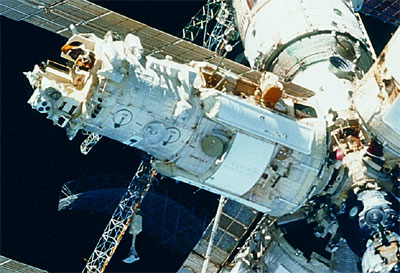
Priroda est le dernier module de la station spatiale russe Mir.

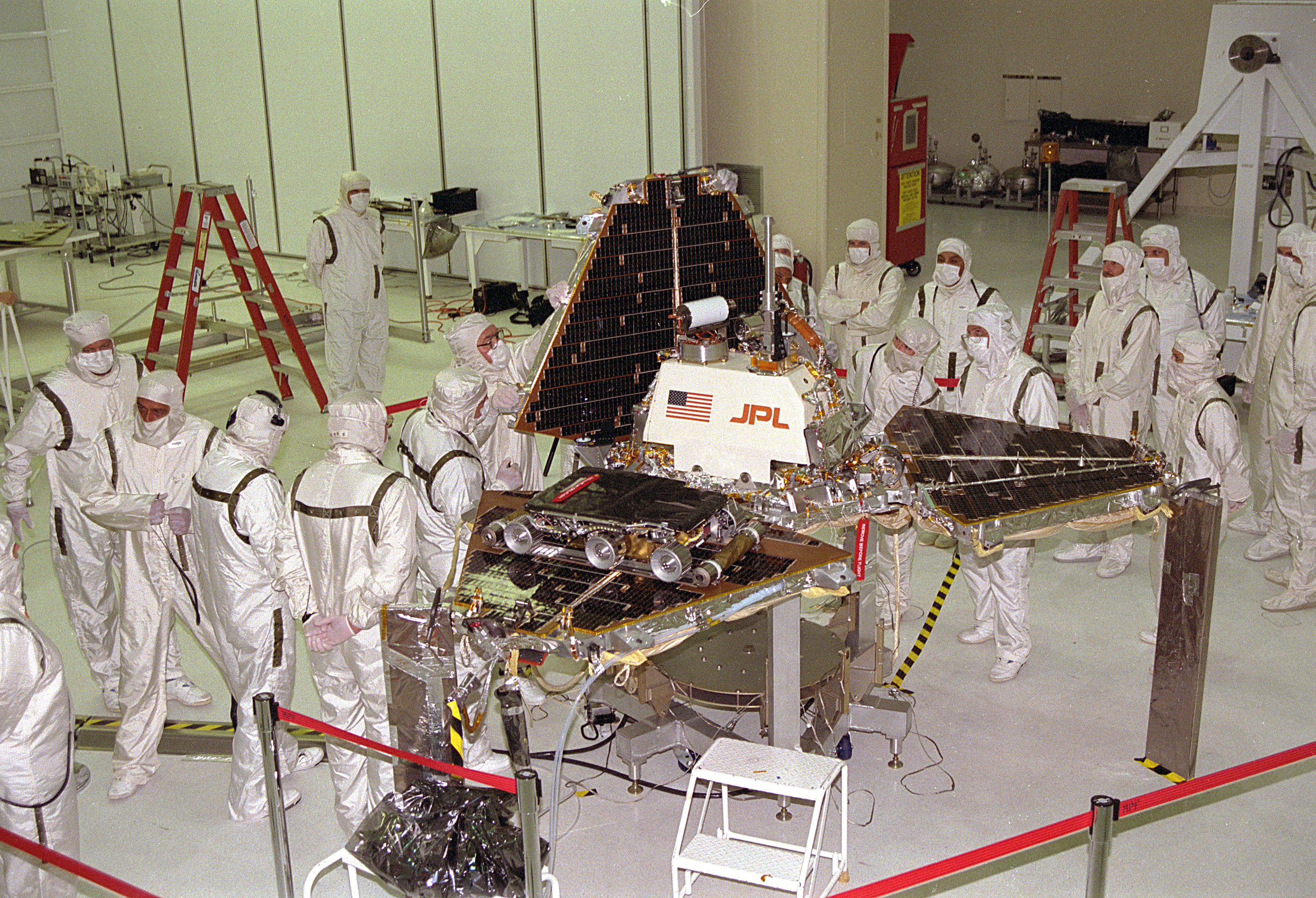
Mars Pathfinder.

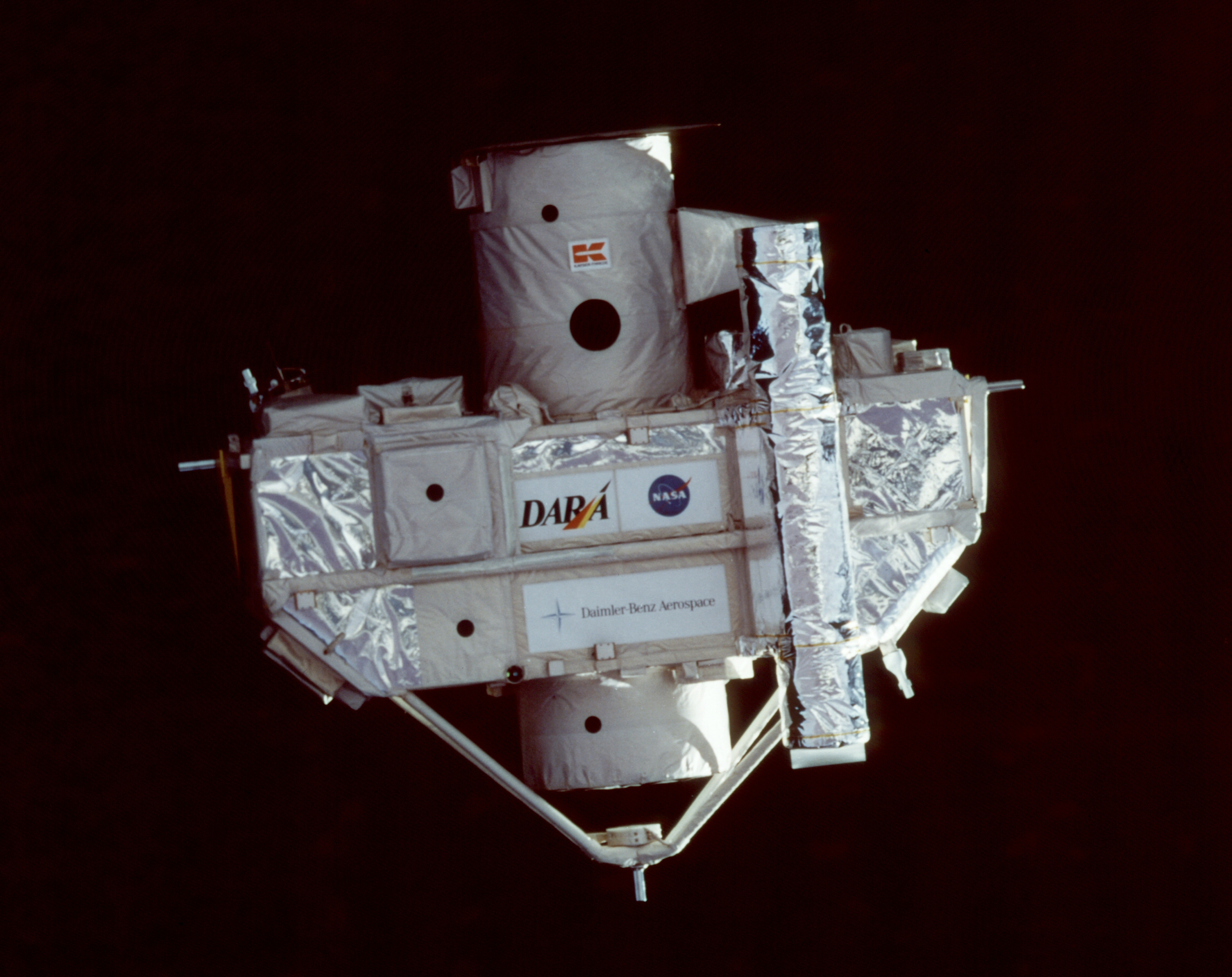
La plateforme ORFEUS-SPAS est déployée depuis la navette spatiale américaine.

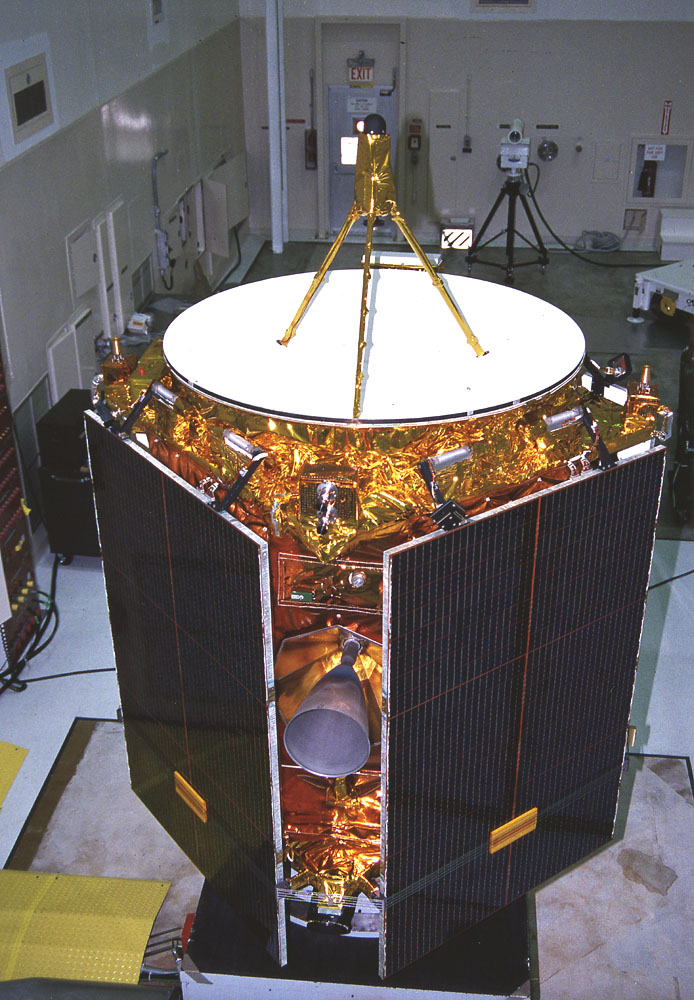
NEAR Shoemaker avant son lancement.

Cette page présente une chronologie des événements qui se sont produits pendant l'année 1996 dans le domaine de l'astronautique.

## Synthèse de l'année 1996

### Exploration du système solaire
L'agence spatiale américaine, la NASA, lance en 1996 trois sondes spatiales chargées d'étudier le système solaire :
- NEAR Shoemaker doit étudier Éros l'un des plus gros astéroïdes géocroiseurs. Cette sonde de 800 kg, dont 56 kg d'instrumentation scientifiques après s'être placée en orbite autour de l'astéroïde, doit déterminer les principales caractéristiques de celui-ci dont la masse et sa distribution interne, la composition minéralogique, le champ magnétique et la composition du régolithe et les interactions avec le vent solaire. Il s'agit de la première étude détaillée d'un astéroïde. La sonde spatiale est la première mission du programme Discovery de la NASA qui rassemble des missions interplanétaires à coût et durée de développement limités.
- Mars Global Surveyorest un  orbiteur   qui doit cartographier la planète Mars.
- Mars Pathfinder  est un  démonstrateur technologique à cout modéré qui doit atterrir sur la planète Mars. Il emporte un petit robot mobile et inaugure une nouvelle technique d'atterrissage utilisant des coussins gonflables permettant de se poser en douceur sur les sols irréguliers. La sonde martienne marque le retour de la NASA sur le sol martien plus de vingt ans après les missions Viking.

La Russie lance une sonde spatiale 
- Mars 96 est une sonde spatiale de grande taille dont la mission était d'étudier la planète Mars. Elle est victime d'une défaillance de son lanceur. Cette mission très ambitieuse, avec une sonde spatiale de plus de 6 tonnes, soit le plus gros engin jamais lancé vers Mars, embarquait plus de 500 kg de matériel scientifique. Elle devait mener une quarantaine d'expériences, préparées par une vingtaine de pays dont onze européennes et deux américaines. Une partie de la mission devait se dérouler en orbite, l'autre au sol avec deux petites stations automatiques et deux pénétrateurs qui devaient s'enfoncer dans le sol martien.

### Satellites scientifiques
- BeppoSAX est un télescope spatial rayons X développé par l'Agence spatiale italienne avec une participation importante de celle des Pays-Bas et lancé en 1996. Sa principale caractéristique est la largeur du spectre électromagnétique observé par ses instruments allant des rayons X mous (0,1 keV) jusqu'au rayons gamma 300 keV.
- Cluster regroupe quatre satellites identiques développés par l'Agence spatiale européenne chargés d'étudier les interactions entre le vent solaire et la magnétosphère terrestre. Les satellites sont détruits lors de l'échec du vol inaugural d'Ariane 5. Ils seront reconstruits et lancés en 2000.  Les quatre satellites identiques et d'une masse d'environ 1 200 kg, volent en formation pyramidale sur une orbite polaire fortement elliptique ce qui permet d'étudier en trois dimensions les phénomènes physiques complexes qui se déroulent dans les régions situées à la frontière de la magnétosphère sur laquelle vient buter le vent solaire.
- High Energy Transient Explorer est un satellite astronomique américain avec une participation internationale (principalement japonaise et française). L'objectif principal de HETE est de réaliser la première étude multispectrale des sursauts gamma (en anglais : GRB Gamma Ray Burst) avec des instruments UV, X et gamma installés sur une unique sonde spatiale. Une caractéristique essentielle de HETE est sa capacité à localiser les GRB avec une précision d'environ 10 secondes d'arc presque en temps réel au sein de la sonde, et de transmettre ces positions directement à un réseau de récepteurs situés dans les observatoires au sol autorisant des programmes de suivi rapides et sensibles dans les domaines. radio, IR et visible. Le satellite est détruit à la suite de l'échec du lancement.
- Polar  est un  satellite scientifique développé par  la NASA et chargé d'étudier le rôle de l'ionosphère dans les sous-tempêtes magnétiques ainsi que dans les échanges d'énergie qui se produisent dans l'ensemble de la magnétosphère terrestre.  Polar fait partie du programme spatial international ISTP dont l'objectif était de mesurer de manière simultanée à l'aide de plusieurs satellites les interactions entre le vent solaire et le champ magnétique terrestre.
- SAC-B est un petit satellite scientifique destiné à étudier le Soleil et les émissions de rayonnement gamma. Il s'agit du premier satellite de l'Argentine. Il est détruit à la suite de l'échec du lancement.

La Russie lance deux missions scientifiques :
- Un satellite de famille Bion  destiné à étudier les effets dans l'espace  des rayonnements et de l'apesanteur sur les êtres vivants. Comme pour les autres missions de ce programme, une partie des expériences sont fournies par la NASA. À la suite de vol le programme est suspendu jusqu'à sa réactivation en 2013.
- Interbol 2 est  un des quatre satellites russes développé pour étudier les mécanismes de transmission de l'énergie du vent solaire à la magnétosphère terrestre. Un sous-satellite de type Magion développé par la Tchécoslovaquie permet d'effectuer des mesures à des distances plus ou moins importantes du satellite mère.

### Vols habités
Le dernier module de la station spatiale russe Mir est mis en orbite et assemblé.  Priroda est un module pressurisé qui embarque plusieurs satellites destinés à observer la Terre dont un radar.
Plusieurs expériences scientifiques sont déployées dans le cadre de missions de la Navette spatiale américaine dont :
- ORFEUS-SPAS comprend trois instruments observant le rayonnement ultraviolet
- Wake Shield Facility   est une plate-forme expérimentale qui a été placé à plusieurs reprises en orbite basse par la navette spatiale. Le WSF est formé d'un disque en acier inoxydable de 3,7 mètres de diamètre qui balaye un volume de l'espace, en créant ainsi de l'ultra-vide dans son sillage. Ce dispositif a été spécifiquement développé afin de tirer parti de l'ultra-vide pour le dépôt de matériaux en couche mince.

### Lanceurs
L'Agence spatiale européenne réalise le premier tir de son nouveau lanceur Ariane 5. Le vol inaugural d'Ariane 5 qui emporte quatre satellites scientifiques européens Cluster est un échec. Le lanceur est détruit après 37 secondes de vol à la suite d'une erreur informatique du programme de gestion de gyroscope conçu pour la fusée Ariane 4, et non testé dans la configuration Ariane 5 .

## Programmes spatiaux nationaux

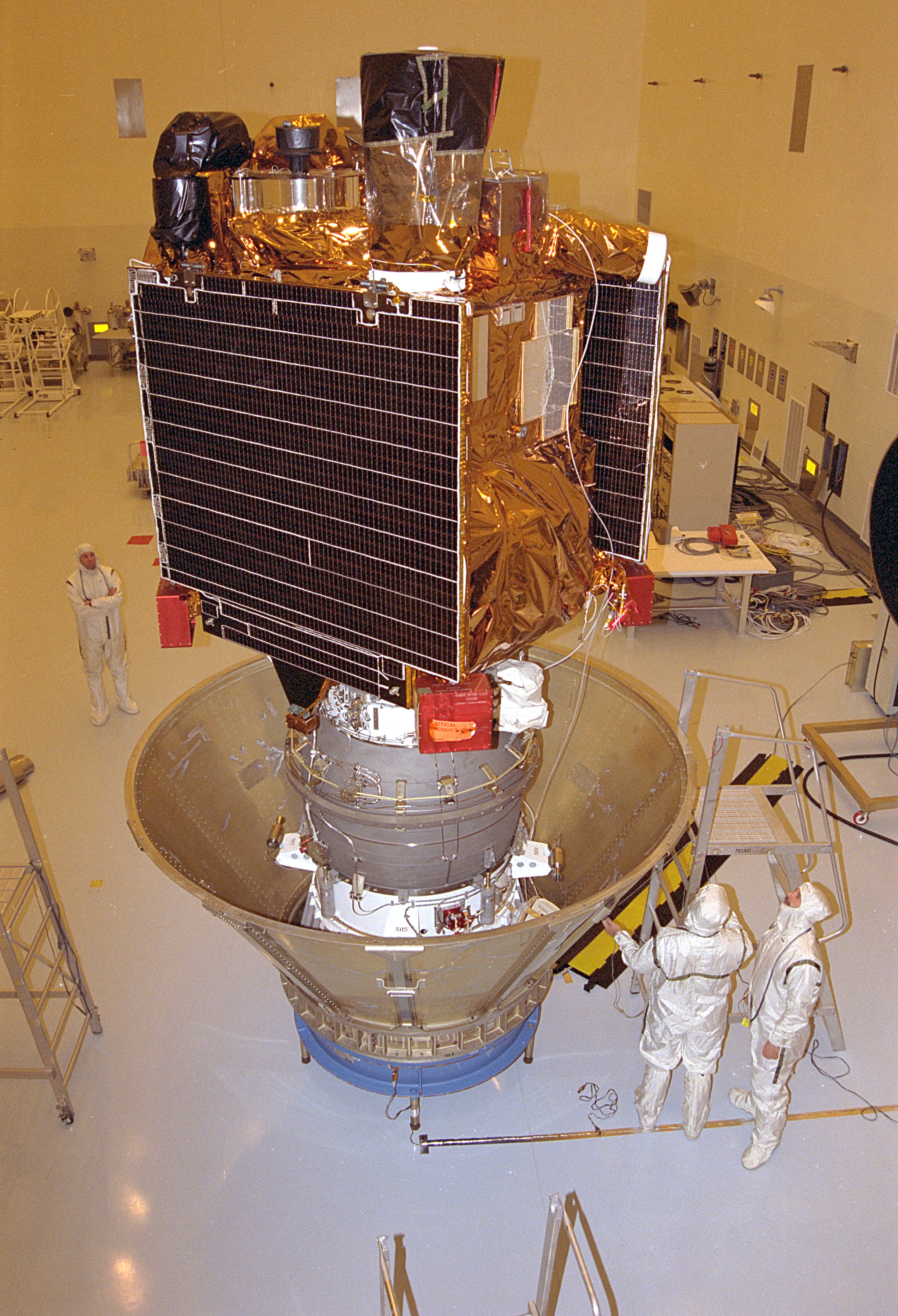
Mars Global Surveyor.
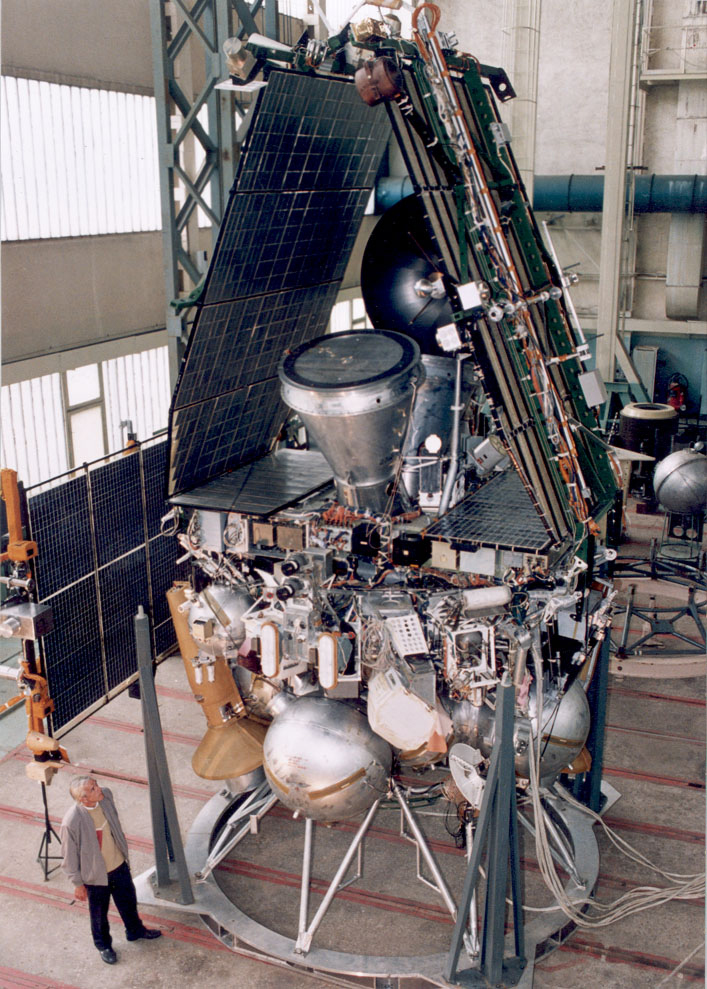
Mars 1996.
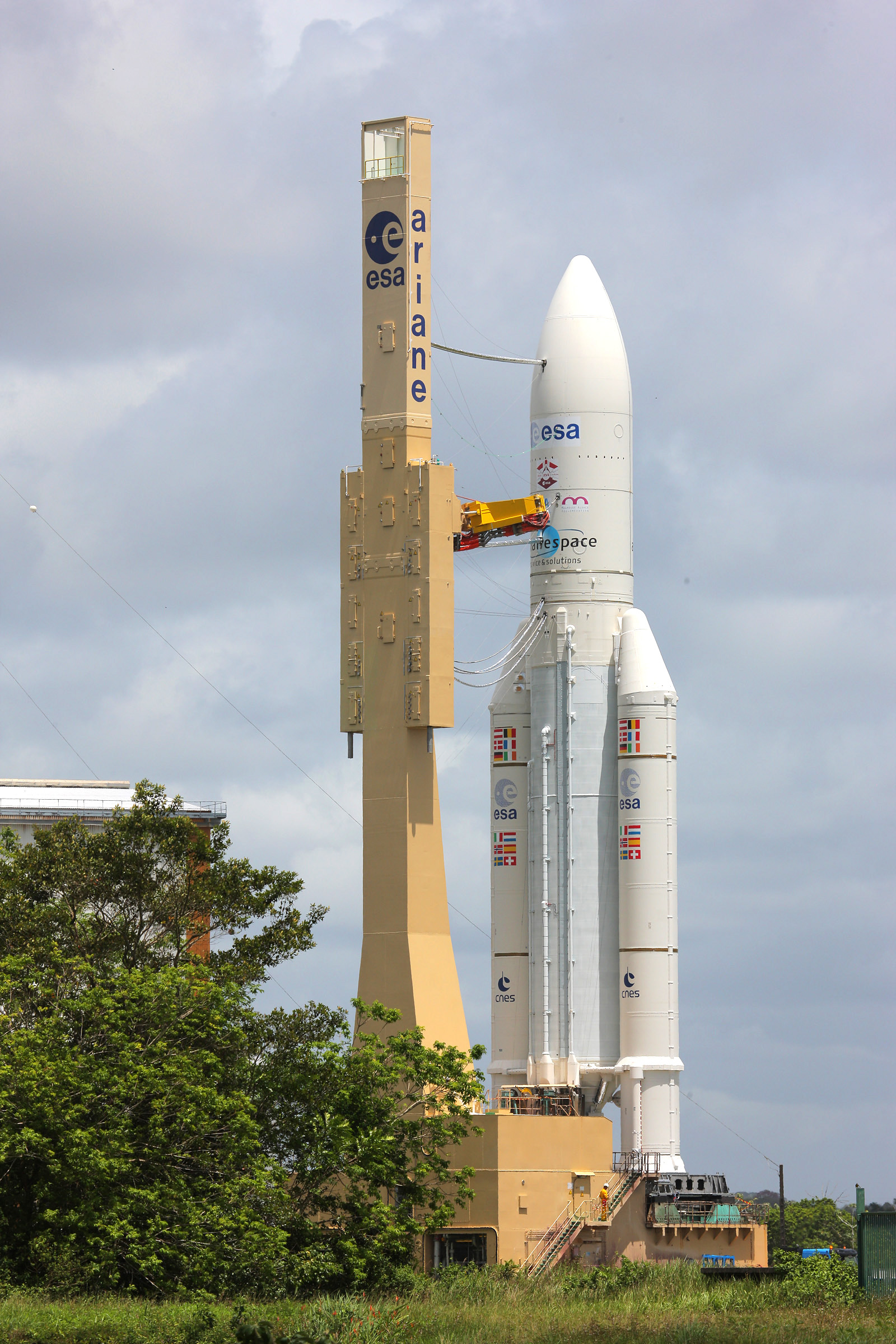
Le lanceur Ariane 5 effectue son premier vol en 1996 (échec) (photo d'une version ultérieure du lanceur)

### Chronologie

#### Janvier
| Date            | Lanceur                     | Base de lancement      | Type                   | Charge utile                            | Notes                                                   |
| 11 janvier 1996 | Navette spatiale américaine | Centre spatial Kennedy | Orbite basse           | Navette Endeavour (STS-72), Spartan 206 | Expérience technologique, récupéré en fin de la mission |
| 12 janvier 1996 | Ariane 4 4L                 | Kourou                 | Orbite géostationnaire | PAS 3R, Measat 1                        | Satellites de télécommunications                        |
| 14 janvier 1996 | Delta II 7925               | Cape Canaveral         | Orbite géostationnaire | Koreasat 2                              | Satellite de télécommunications                         |
| 16 janvier 1996 | Cosmos-3M                   | Plessetsk              | Orbite basse           | Parus                                   | Satellite de navigation militaire                       |
| 25 janvier 1996 | Proton-K / DM-2             | Plessetsk              | Orbite géostationnaire | Gorizont No. 43L                        | Satellite de télécommunications                         |

#### Février
| Date             | Lanceur                     | Base de lancement      | Type                   | Charge utile                        | Notes                                                        |
| 1er février 1996 | Atlas IIAS                  | Cape Canaveral         | Orbite géostationnaire | Palapa C1                           | Satellite de télécommunications                              |
| 5 février 1996   | Ariane 4 4P                 | Kourou                 | Orbite géostationnaire | N-Star b                            | Satellite de télécommunications                              |
| 14 février 1996  | Longue Marche 3B            | Xichang                | Orbite géostationnaire | Intelsat 708                        | Satellite de télécommunications ; Échec du lancement         |
| 17 février 1996  | Delta II 7925-8             | Cape Canaveral         | Orbite héliocentrique  | NEAR Shoemaker                      | Étude d'astéroïde                                            |
| 19 février 1996  | Tsiklon-3                   | Plessetsk              | Orbite basse           | Gonets-D1 No. 1,2 et 3 Strela-3 x 3 | Satellites de télécommunications                             |
| 19 février 1996  | Proton-K/DM-2               | Plessetsk              | Orbite géostationnaire | Raduga Gran                         | Satellite de télécommunications militaires                   |
| 21 février 1996  | Soyouz-U-PVB                | Plessetsk              | Orbite basse           | Soyouz TM-23                        | Relève équipage station spatiale                             |
| 22 février 1996  | Navette spatiale américaine | Centre spatial Kennedy | Orbite basse           | Navette Columbia (STS-75), TSS-1R   | TSS Satellite expérimental captif récupéré en fin de mission |
| 24 février 1996  | Delta II 7925-10            | Vandenberg             | Orbite polaire haute   | Polar                               | Étude de la magnétosphère                                    |

#### Mars
| Date         | Lanceur                     | Base de lancement      | Type                   | Charge utile              | Notes                                   |
| 9 mars 1996  | Pegasus XL                  | L-1011, Vandenberg     | Orbite polaire         | REX II                    | Satellite expérimental sur l'ionosphère |
| 14 mars 1996 | Ariane 4 4LP                | Kourou                 | Orbite géostationnaire | Intelsat 707              | Satellite de télécommunications         |
| 14 mars 1996 | Soyouz-U-PVB                | Plessetsk              | Orbite basse           | Iantar-4K2 Kobalt         | Satellite de reconnaissance             |
| 21 mars 1996 | PSLV                        | Satish Dhawan          | Orbite polaire haute   | IRS-P3 (en)               | Observation de la Terre                 |
| 22 mars 1996 | Navette spatiale américaine | Centre spatial Kennedy | Orbite basse           | Navette Atlantis (STS-76) | Laboratoire Spacehab                    |
| 28 mars 1996 | Delta II 7925               | Cape Canaveral         | Orbite moyenne         | GPS IIA-16                | Satellite de navigation                 |

#### Avril
| Date          | Lanceur            | Base de lancement | Type                   | Charge utile     | Notes                                                  |
| 3 avril 1996  | Atlas IIA          | Cape Canaveral    | Orbite géostationnaire | Inmarsat III F-1 | Satellite de télécommunications                        |
| 8 avril 1996  | Proton-K/DM-2M     | Plessetsk         | Orbite géostationnaire | Astra 1F         | Satellite de télécommunications                        |
| 20 avril 1996 | Ariane 4 2P        | Kourou            | Orbite géostationnaire | M-SAT 1          | Satellite de télécommunications                        |
| 23 avril 1996 | Proton-K           | Plessetsk         | Orbite basse           | Priroda          | Denier module de la station spatiale russe Mir         |
| 24 avril 1996 | Delta II 7920-10   | Vandenberg        | Orbite polaire         | MSX              | Satellite expérimental militaire                       |
| 24 avril 1996 | Cosmos-3M          | Plessetsk         | Orbite basse           | Taifun-1B        | Calibration radar                                      |
| 24 avril 1996 | Titan 401A/Centaur | Cape Canaveral    | Orbite géostationnaire | MERCURY USA-118  | Satellite de renseignement d'origine électromagnétique |
| 30 avril 1996 | Atlas I            | Cape Canaveral    | Orbite basse           | Beppo-SAX        | Télescope rayons X                                     |

#### Mai
| Date        | Lanceur                     | Base de lancement      | Type                   | Charge utile                            | Notes                                                                                  |
| 5 mai 1996  | Soyouz-U-PVB                | Plessetsk              | Orbite basse           | Progress M-31                           | Ravitaillement station spatiale                                                        |
| 12 mai 1996 | Titan 403A                  | Vandenberg             | Orbite moyenne         | NOSS Intruder x 3 4 SSU-1               | Satellite d'écoute électronique navale                                                 |
| 14 mai 1996 | Soyouz-U-PVB                | Plessetsk              | Orbite basse           | Iantar-1KFT Kometa No. 18               | Satellite de reconnaissance ; Échec du lancement                                       |
| 16 mai 1996 | Ariane 4 4L                 | Kourou                 | Orbite géostationnaire | Palapa C2, AMOS-1 (en)                  | Satellites de télécommunications                                                       |
| 17 mai 1996 | Pegasus H                   | L-1011, Vandenberg     | Orbite polaire         | MSTI-3 (en)                             | Satellite expérimental militaire                                                       |
| 19 mai 1996 | Navette spatiale américaine | Centre spatial Kennedy | Orbite basse           | Navette Endeavour (STS-77), Spartan 207 | Expérience technologique, récupérée en fin de la mission, Laboratoire spatial Spacehab |
| 24 mai 1996 | Delta II 7925               | Cape Canaveral         | Orbite géostationnaire | Galaxy 9                                | Satellite de télécommunications                                                        |
| 25 mai 1996 | Proton-K/DM-2               | Plessetsk              | Orbite géostationnaire | Gorizont No. 44L                        | Satellite de télécommunications                                                        |

#### Juin
| Date         | Lanceur                     | Base de lancement      | Type                   | Charge utile              | Notes                                            |
| 4 juin 1996  | Ariane 5 G                  | Kourou                 | Orbite haute           | Cluster x 4               | Étude de la magnétosphère ; Échec du lancement   |
| 15 juin 1996 | Ariane 4 4P                 | Kourou                 | Orbite géostationnaire | Intelsat 709              | Satellite de télécommunications                  |
| 20 juin 1996 | Navette spatiale américaine | Centre spatial Kennedy | Orbite basse           | Navette Columbia (STS-78) | Laboratoire spatiale Spacelab                    |
| 20 juin 1996 | Soyouz-U-PVB                | Plessetsk              | Orbite basse           | Iantar-4K2 Kobalt         | Satellite de reconnaissance ; Échec du lancement |

#### Juillet
| Date            | Lanceur         | Base de lancement  | Type                   | Charge utile           | Notes                                      |
| 2 juillet 1996  | Pegasus XL      | L-1011, Vandenberg | Orbite polaire         | TOMS-EP (en)           | Mesure de l'ozone terrestre                |
| 3 juillet 1996  | Titan 405A      | Cape Canaveral     | Orbite de Molnia       | QUASAR 11              | Satellite de télécommunications militaires |
| 3 juillet 1996  | Longue Marche 3 | Xichang            | Orbite géostationnaire | Apstar 1A              | Satellite de télécommunications            |
| 9 juillet 1996  | Ariane 4 4L     | Kourou             | Orbite géostationnaire | Arabsat 2A, Türksat 1C | Satellites de télécommunications           |
| 16 juillet 1996 | Delta II 7925   | Cape Canaveral     | Orbite moyenne         | GPS IIA-17             | Satellite de navigation                    |
| 25 juillet 1996 | Atlas II        | Cape Canaveral     | Orbite géostationnaire | UFO F/O F7             | Satellite de télécommunications militaires |
| 31 juillet 1996 | Soyouz-U-PVB    | Plessetsk          | Orbite basse           | Progress M-32          | Ravitaillement station spatiale            |

#### Août
| Date         | Lanceur         | Base de lancement  | Type                   | Charge utile           | Notes                                                                                |
| 8 août 1996  | Ariane 4 4L     | Kourou             | Orbite géostationnaire | Italsat F2, Telecom 2D | Satellite de télécommunications militaires                                           |
| 14 août 1996 | Molnia M        | Plessetsk          | Orbite de Molnia       | Molniya-1T             | Satellite de télécommunications                                                      |
| 17 août 1996 | H-II            | Tanegashima        | Orbite basse           | ADEOS-I, JAS-2         | Satellite d'observation de la Terre (ADEOS), Satellite de télécommunications amateur |
| 17 août 1996 | Soyouz-U-PVB    | Plessetsk          | Orbite basse           | Soyouz TM-24           | Relève équipage station spatiale                                                     |
| 18 août 1996 | Longue Marche 3 | Xichang            | Orbite géostationnaire | ZX 7                   | Satellite de télécommunications ; Échec du lancement                                 |
| 21 août 1996 | Pegasus XL      | L-1011, Vandenberg | Orbite haute           | FAST                   | Étude des aurores polaires                                                           |
| 29 août 1996 | Molnia M        | Plessetsk          | Orbite haute           | Interbol-2 Magion-5    | Étude de la magnétosphère                                                            |

#### Septembre
| Date              | Lanceur                     | Base de lancement      | Type                   | Charge utile              | Notes                             |
| 4 septembre 1996  | Zenit-2                     | Plessetsk              | Orbite basse           | Tselina-2                 | Satellite d'écoute électronique   |
| 5 septembre 1996  | Cosmos-3M                   | Plessetsk              | Orbite basse           | Parus                     | Satellite de navigation militaire |
| 6 septembre 1996  | Proton-K / DM-2             | Plessetsk              | Orbite géostationnaire | Inmarsat III F-2          | Satellite de télécommunications   |
| 8 septembre 1996  | Atlas IIA                   | Cape Canaveral         | Orbite géostationnaire | GE-1                      | Satellite de télécommunications   |
| 11 septembre 1996 | Ariane 4 2P                 | Kourou                 | Orbite géostationnaire | EchoStar II               | Satellite de télécommunications   |
| 12 septembre 1996 | Delta II 7925               | Cape Canaveral         | Orbite moyenne         | GPS IIA-18                | Satellite de navigation           |
| 16 septembre 1996 | Navette spatiale américaine | Centre spatial Kennedy | Orbite basse           | Navette Atlantis (STS-79) | Laboratoire spatiale Spacehab     |
| 26 septembre 1996 | Proton-K / DM-2M            | Plessetsk              | Orbite géostationnaire | Ekspress-6                | Satellite de télécommunications   |

#### Octobre
| Date            | Lanceur          | Base de lancement | Type             | Charge utile | Notes                           |
| 20 octobre 1996 | Longue Marche 2D | Jiuquan           | Orbite basse     | FSW-2 No. 3  | Satellite de reconnaissance     |
| 24 octobre 1996 | Molnia M         | Plessetsk         | Orbite de Molnia | Molniya-3    | Satellite de télécommunications |

#### Novembre
| Date             | Lanceur                     | Base de lancement      | Type                   | Charge utile                                  | Notes                                                                                    |
| 4 novembre 1996  | Pegasus XL                  | L-1011, Wallops Island | Orbite basse           | HETE, SAC-B                                   | Détection sursauts gamma, Observatoire solaire (SAC B); Échec du lancement               |
| 7 novembre 1996  | Delta II 7925               | Cape Canaveral         | Orbite héliocentrique  | Mars Global Surveyor                          | Orbiteur martien                                                                         |
| 13 novembre 1996 | Ariane 4 4L                 | Kourou                 | Orbite géostationnaire | Arabsat-2B, Measat 2                          | Satellite de télécommunications                                                          |
| 16 novembre 1996 | Proton-K/D-2                | Plessetsk              | Orbite héliocentrique  | Mars-96                                       | Orbiteur martien                                                                         |
| 19 novembre 1996 | Navette spatiale américaine | Centre spatial Kennedy | Orbite basse           | Navette Columbia (STS-80), ORFEUS-SPAS et WSF | Télescope UV (ORFEUS) et expériences sur les matériaux (WSF) récupérés en fin de mission |
| 19 novembre 1996 | Soyouz-U-PVB                | Plessetsk              | Orbite basse           | Progress M-33                                 | Ravitaillement station spatiale                                                          |
| 21 novembre 1996 | Atlas IIA                   | Cape Canaveral         | Orbite géostationnaire | Hot Bird 2                                    | Satellite de télécommunications                                                          |

#### Décembre
| Date             | Lanceur       | Base de lancement | Type                   | Charge utile    | Notes                                 |
| 4 décembre 1996  | Delta II 7925 | Cape Canaveral    | Orbite héliocentrique  | Mars Pathfinder | Atterrisseur martien                  |
| 11 décembre 1996 | Tsiklon-2     | Plessetsk         | Orbite basse           | US-PM-U         | Satellite de reconnaissance océanique |
| 18 décembre 1996 | Atlas IIA     | Cape Canaveral    | Orbite géostationnaire | Inmarsat III F3 | Satellite de télécommunications       |
| 20 décembre 1996 | Cosmos-3M     | Plessetsk         | Orbite basse           | Parus           | Satellite de navigation militaire     |
| 20 décembre 1996 | Titan 404A    | Vandenberg        | Orbite polaire         | KH-11           | Satellite de reconnaissance optique   |
| 24 décembre 1996 | Soyouz-U-PVB  | Plessetsk         | Orbite basse           | Bion No. 11     | Expérience de microgravité            |

### Vols orbitaux

#### Par pays
| Pays       | Lancements | dont échecs partiels/totaux | Remarques |
| ---------- | ---------- | --------------------------- | --------- |
| Chine      | 4          | 2                           |           |
| Europe     | 11         | 1                           |           |
| Inde       | 1          |                             |           |
| Japon      | 1          |                             |           |
| Russie     | 24         | 2                           |           |
| Ukraine    | 3          |                             |           |
| États-Unis | 33         | 1                           |           |
| Total      | 77         | 6                           |           |

#### Par lanceur
| Famille de lanceurs         | Pays       | Lancements | dont échecs partiels ou totaux | Remarques   |
| --------------------------- | ---------- | ---------- | ------------------------------ | ----------- |
| Ariane 4                    | Europe     | 10         |                                |             |
| Ariane 5                    | Europe     | 1          | 1                              | Premier vol |
| Atlas G/H/I                 | États-Unis | 1          |                                |             |
| Atlas II                    | États-Unis | 6          |                                |             |
| Cosmos 1/3/3M               | Russie     | 4          |                                |             |
| Delta II                    | États-Unis | 10         |                                |             |
| H-II                        | Japon      | 1          |                                |             |
| Longue Marche 2             | Chine      | 1          |                                |             |
| Longue Marche 3             | Chine      | 3          | 2                              |             |
| Molnia                      | Russie     | 3          |                                |             |
| Navette spatiale américaine | États-Unis | 7          |                                |             |
| Pegasus                     | États-Unis | 5          | 1                              |             |
| Proton                      | Russie     | 8          |                                |             |
| PSLV                        | Inde       | 1          |                                |             |
| Soyouz                      | Russie     | 9          | 2                              |             |
| Titan IVA, IVB              | États-Unis | 4          |                                |             |
| Tsiklon-2                   | Ukraine    | 1          |                                |             |
| Tsiklon-3                   | Ukraine    | 1          |                                |             |
| Zenit                       | Ukraine    | 1          |                                |             |
| Total                       |            | 77         | 6                              |             |

#### Par type d'orbite
| Orbite                 | Lancements | Succès | Échecs | Orbite atteinte involontairement | Remarques                                                                             |
| ---------------------- | ---------- | ------ | ------ | -------------------------------- | ------------------------------------------------------------------------------------- |
| Basse                  |            |        |        |                                  |                                                                                       |
| Moyenne                |            |        |        |                                  |                                                                                       |
| Haute                  |            |        |        |                                  | dont Molnia, orbite de transfert vers la Lune, orbite elliptique à forte excentricité |
| Géosynchrone/transfert |            |        |        |                                  |                                                                                       |
| Héliocentrique         |            |        |        |                                  | dont orbite de transfert interplanétaire                                              |

#### Par site de lancement
| Pays       | Base de lancement             | Nombre de lancements | Remarques |
| ---------- | ----------------------------- | -------------------- | --------- |
| Chine      | Jiuquan                       | 1                    |           |
| Chine      | Xichang                       | 3                    |           |
| Europe     | Kourou                        | 11                   |           |
| Inde       | Satish Dhawan                 | 1                    |           |
| Japon      | Tanegashima                   | 1                    |           |
| Russie     | Plessetsk                     | 24                   |           |
| Ukraine    | Plessetsk                     | 3                    |           |
| États-Unis | Cape Canaveral                | 17                   |           |
| États-Unis | Vandenberg                    | 4                    |           |
| États-Unis | Centre spatial Kennedy        | 7                    |           |
| États-Unis | Depuis avion L-1011 (Pegasus) | 5                    |           |
|            | Total                         | 77                   |           |

## Survols et contacts planétaires
| Date | Sonde spatiale | Événement | Remarque |
| ---- | -------------- | --------- | -------- |
|      |                |           |          |

### Sources
- (en) Jonathan McDowell, « Jonathan's Space Report », Jonathan's Space Page
- (en) Gunter Krebs, « Chronology of Space Launches », Gunter's Space Page